# ECC83

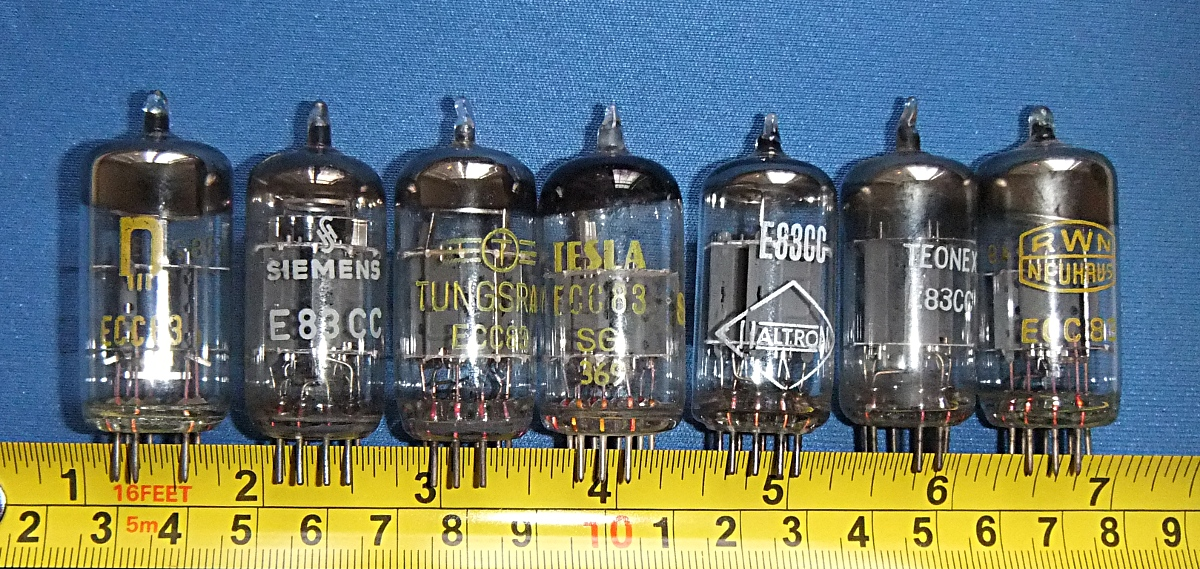
Lampy ECC83 i E83CC (wersja militarno-przemysłowa) różnych producentów europejskich

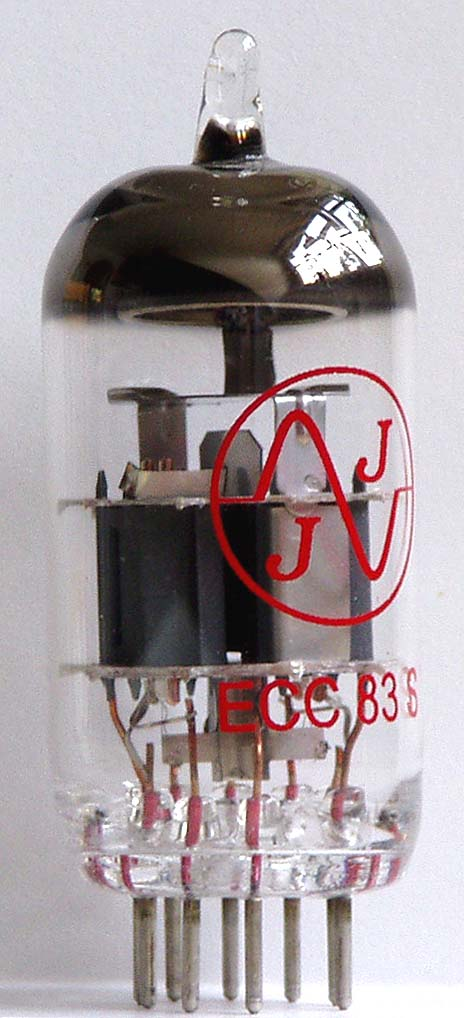
ECC83 produkcji słowackiej firmy JJ Electronic

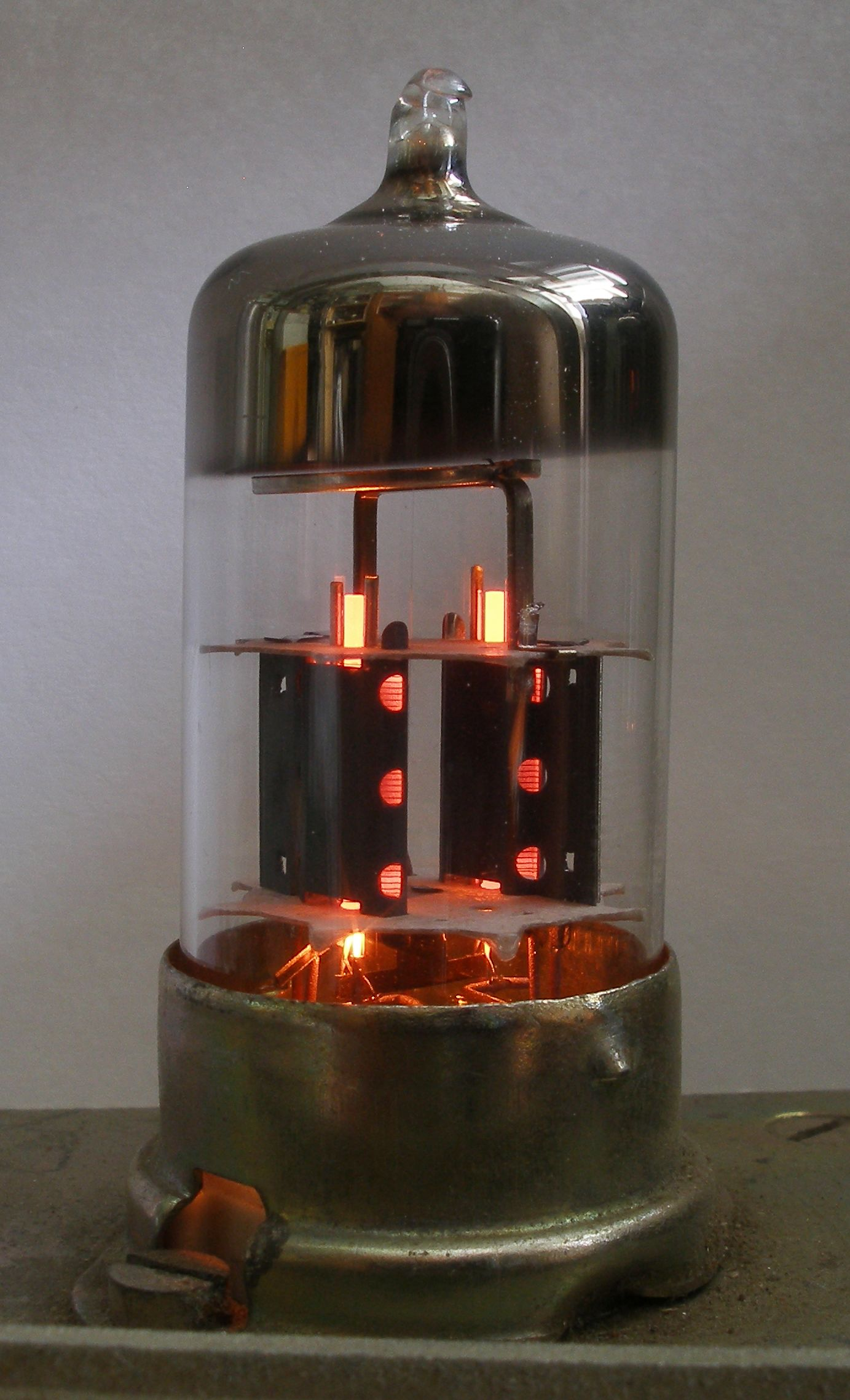
Lampa ECC83 (podwójna trioda) produkcji Tungsram

ECC83 – lampa elektronowa (podwójna trioda) o cokole nowalowym i wszechstronnym zastosowaniu.
Amerykańskim oznaczeniem lampy ECC83 jest 12AX7A.

## Historia i zastosowania
W latach 1947-48 firma RCA wprowadziła na rynek lampę 12AX7 – podwójną triodę o dużym wzmocnieniu i nowym cokole nowalowym (9-nóżkowym). W odpowiedzi Philips (wraz z zależnymi firmami Amperex i Mullard) opracował ECC83, podobną lampę, o znacząco mniejszym mikrofonowaniu i przekonstruowanym grzejniku (biflarnym), który umożliwiał stosowanie lampy również w układach z szeregowym żarzeniem i powodował mniejszy przydźwięk. Spowodowało to swoistą "walkę na ogłoszenia". W rezultacie amerykański Sonoton wprowadził lampę 7025, o właściwościach takich samych jak ECC83. Większość amerykańskich firm wkrótce podjęła produkcję tak zmodernizowanej 12AX7 pod nazwą 12AX7A, niektóre zmodyfikowały konstrukcję pozostając przy starej nazwie.
ECC83/12AX7A to lampa o bardzo wszechstronnym zastosowaniu, masowo stosowana w różnorakich układach prądu stałego i małej częstotliwości, zarówno w sprzęcie powszechnego użytku, jak układach profesjonalnych i przemysłowych.
W Polsce ECC83 były produkowane w niewielkim zakresie, natomiast UNITRA rozprowadzała lampy importowane. Diora zastosowała lampy ECC83 w radioodbiornikach Aria, Boston, Carmen Stereo oraz we wzmacniaczu DSL-201, a ZRK w odbiornikach Capella, Eroica, Turandot, Wirtuoz oraz w magnetofonach ZK 120 i ZK 140. Łódzka Fonica zastosowała je w szafach grających M-110 Meloman, M-122 i M-123 oraz we wzmacniaczach W 600, W 701 i WG-260 Stereo.
Pierwszy komercyjnie dostępny wzmacniacz operacyjny, K2-W wyprodukowany przez firmę George A. Philbrick Researches w 1952 zawierał dwie lampy 12AX7. Był stosowany w modułach funkcyjnych komputerów analogowych.
Lampa ECC83 wraz z odmianami była (i nadal jest) najpopularniejszą lampą stosowaną w stopniach wstępnych lampowych wzmacniaczy gitarowych najbardziej znanych firm: Fender, Marshall, Vox (między innymi AC15, AC30) i wielu innych.

## Dane techniczne
Żarzenie:

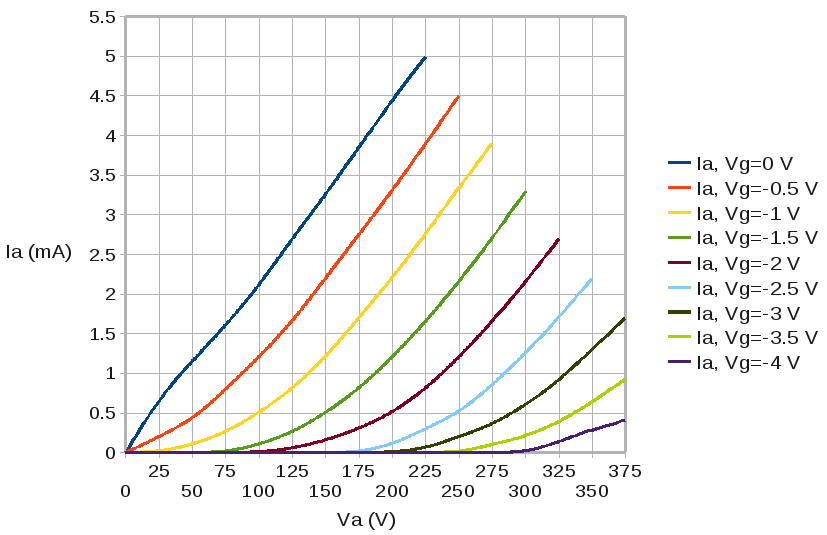
Charakterystyka lampy ECC83, I_{a}=f(U_{a}/U_{g}), gdzie: I_{a} – prąd anodowy, U_{a} – napięcie anodowe, U_{g} – napięcie siatki

- możliwość zasilania zarówno w układzie szeregowym, jak równoległym
- napięcie żarzenia  6,3 V; 12,6 V
- prąd żarzenia   300 mA; 150 mA

| Parametr                        | Wartość  |
| ------------------------------- | -------- |
| napięcie anodowe                | 250 V    |
| prąd anodowy                    | 1,2 mA   |
| nachylenie charakterystyki (Sa) | 1,6 mA/V |
| napięcie siatki                 | -2 V     |
| współczynnik amplifikacji (Ka)  | 100V/V   |

| Parametr                        | Wartość |
| ------------------------------- | ------- |
| napięcie anodowe                | 300 V   |
| moc tracona na anodzie          | 1 W     |
| prąd katodowy                   | 8 mA    |
| napięcie siatki                 | -50 V   |
| napięcie włókno żarzenia/katoda | 180 V   |

## Odpowiedniki
Odpowiednikami ECC83 produkowanymi przez różne firmy były lampy B339, ECC803, 6L13, 12AX7R, 12DF7, 12DT7, 6681, 7025 i 7729.
Wersje o zwiększonej niezawodności i trwałości (dla celów wojskowych, przemysłowych, lotniczych itp.) produkowano pod nazwami ECC803S, E83CC, M8137, QB339, 12AX7WA, 12AX7S, 5721, 5751WA i 6057. W Wielkiej Brytanii lampy przeznaczone do celów wojskowych oznaczano kodem CV4004.
W ZSRR nie produkowano ścisłego odpowiednika lampy ECC83, ale podobną lampę 6Н2П (6N2P).

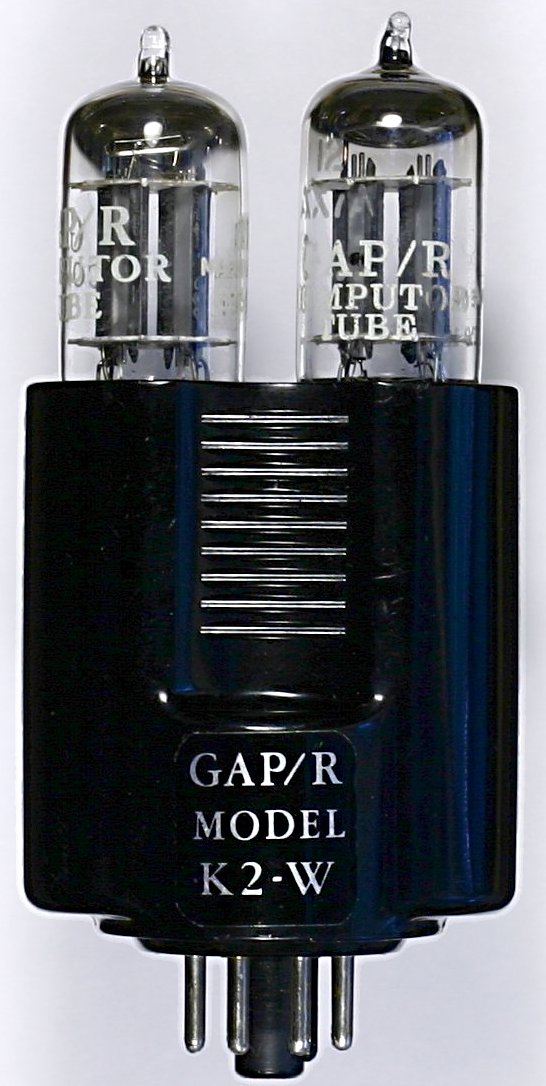
Wzmacniacz operacyjny Philbrick K2-W